# David Bustamante
 (février 2018).
Si vous disposez d'ouvrages ou d'articles de référence ou si vous connaissez des sites web de qualité traitant du thème abordé ici, merci de compléter l'article en donnant les références utiles à sa vérifiabilité et en les liant à la section « Notes et références ».
Pour les articles homonymes, voir Bustamante.
David Bustamante Hoyos, né le 25 mars 1982 à San Vicente de la Barquera (Cantabrie), est un chanteur espagnol.
En 2001, après une audition, il est sélectionné pour le concours télévisé Operación Triunfo, où il étonne le public par son timbre de voix et sa personnalité pleine d'émotion. Il obtient la troisième position de ce concours, ce qui lui permet un départ fulgurant dans sa carrière de chanteur.
Il chante au début des ballades, et à l'occasion de son troisième album, il se lance dans le reggaeton avec la chanson Devuélveme la vida.

## Biographie
Il est l'un des participants d'Operación Triunfo qui a le plus progressé. Ceci lui valut un contrat avec la maison de disques Vale Music afin d'enregistrer son premier album en solo, produit par Miguel Gallardo. L'album s'intitule Bustamante et contient essentiellement des ballades et des rythmes latins. Il s'est vendu à plus de 750 000 exemplaires. Parmi les succès on retrouve les titres Dos hombres y un destino (Deux hommes et un destin), Además de ti (En plus de toi) ou El aire que me das (L'air que tu me donnes). Lors de l'été 2002, David Bustamante entame une tournée en Espagne pour promouvoir son disque. S'ensuivent environ 80 concerts et elle s'achève avec un concert au Palais de Vistalegre de Madrid. Ce dernier concert fut enregistré sur DVD en édition spéciale qui fut mis à la vente postérieurement. Cette même année il enregistra un duo avec le chanteur Luis Fonsi, nommée El aire que me das.
Son deuxième album, produit par Emilio Estefan, sort en 2003 et s'intitule Así soy yo. Il est double disque de platine. Les chansons Ni una lágrima más (Pas une seule larme de plus) ou Devuélveme el aire (Rends-moi l'air) connurent un grand succès. Bustamante participe à la composition de certains titres, facette que le chanteur n'avait pas encore dévoilée. En 2004 il parcourt l'Espagne et l'Amérique pour une série de concerts. Il passe plusieurs mois à faire la promotion de son album dans des pays comme le Venezuela, l'Équateur, le Costa Rica ou Porto Rico.
En 2005 il sort un nouvel album, Caricias al alma (Caresses à l'âme), enregistré en Italie et en Espagne. Produit par Pablo Pinilla, ce disque contient des ballades et de nouveaux rythmes comme le reggaeton. Il est numéro 1 des ventes en Espagne durant quatre semaines consécutives. Il devient en plus disque de platine et, peu après, disque d'or au Venezuela. Il entame alors une tournée à travers l'Espagne et l'Amérique latine. En 2006, il reprend des classiques de la musique latine dans son album Pentimento. Il se marie également avec l'actrice asturienne Paula Echevarría. Pentimento, produit par Marcello Acevedo (producteur, entre autres, de Chayanne, Julio Iglesias ou Paulina Rubio), est aussi numéro un et disque de platine. Bustamante réalise une autre tournée à travers l'Espagne avec plus de soixante concerts durant l'été. Les titres Por ella (Pour elle), Bésame (Embrasse moi) sont les deux meilleures chansons de l'année. Il fait également un voyage promotionnel en Roumanie. Bustamante commence l'année 2007 en gagnant une édition spéciale d'un concours télévisé espagnol[Lequel ?]. Cette année-là, le chanteur compose et enregistre une chanson pour le club de football Racing de Santander et participe à l'album pour le dixième anniversaire de Vale Music.
À la fin de 2007 il sort Al filo de la irrealidad. L'album est disque d'or la première semaine de sa sortie et numéro un des ventes les deux semaines suivantes. En seulement cinq semaines il devient disque de platine. Le disque entre directement à la 38e place de la liste Billboard European Top 100. Produit par Kike Santander, il s'agit d'un des albums qui a les plus grandes répercussions sur sa carrière, puisqu'il est édité dans la majorité des pays latino-américains et aux États-Unis. Les singles Al filo de la irrealidad (Au fil de l'irréalité) qui est aussi le nom du disque) et Cobarde (Lâche) obtiennent un grand succès. Le premier titre est disque d'or en téléchargements de chansons et le deuxième triple disque de platine en téléchargements ainsi que triple disque de platine des chansons originales. Au printemps 2008, Bustamante commence une large promotion de son album en Amérique latine et entame une tournée en Espagne. À la fin de cette année 2008, un DVD du concert donné au Palais des Sports de Santander sort. Au début de 2009, le groupe Endemol Digital diffuse la série documentaire Bustamante Uno de los nuestros, créée en exclusivité pour internet et les téléphones portables. Cette série montre la vie professionnelle et des aspects ou facettes personnelles du chanteur pendant six mois. À l'été 2009, il entame une série de voyages promotionnels en Amérique latine ainsi qu'une autre tournée de concerts à travers l'Espagne en continuation du succès rencontré l'année précédente.
En 2018 il participe et remporte Bailando con las estrellas, la version espagnol de Danse avec les stars.

## Discographie

### Albums
- Bustamante (2002)
- Así soy yo (2003)
- Caricias al alma (2005)
- Pentimento (2006)
- Al filo de la irrealidad (2007)
- A contracorriente (2010)
- Mio (2011)
- Vivir (2014)
- Amor de los dos (2016)
- Héroes en tiempos de guerra (2019)
- Veinte años y un destino (2021)

### Chansons
- Además de ti (2002)
- El aire que me das (2002)
- Dos hombres y un destino (2002)
- No soy un superman (2003)
- Devuelveme el aire (2004)
- Ni una lagrima mas (2004)
- Devuélveme la vida (2005)
- Mi manera de amarte (2005)
- Por ella (2006)
- Bésame (2006)
- Al filo de la irrealidad (2007)
- Cobarde (2008)
- Mi consentida (2008)
- Celebra la vida (2009)
- Abrazame muy fuerte (2010)
- A contracorriente (2010)
- No debió pasar (2010)
- Como tú ninguna (2011)
- Me salvas (2011)
- Bandera blanca (2012)
- Cerca de mi piel (2012)
- Feliz (2014)
- Vivir (2014)
- Castigame (2015)
- Como yo te ame (2016)
- Vivir sin miedo (2019)
- Sexto sentido (2019)
- Ni verdad ni cuentos (2019)